# 1586

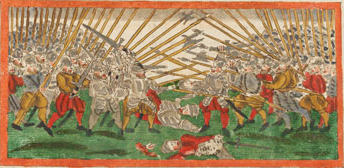
22 settembre: Battaglia di Zutphen

Il 1586 (MDLXXXVI in numeri romani) è un anno  del XVI secolo.

## Eventi
- Bolla "Detestabilis Avaritiae" promulgata da Sisto V
- 22 settembre – Battaglia di Zutphen - L'esercito dell'impero spagnolo sconfigge un esercito composto da soldati della Repubblica delle Sette Province Unite e del Regno d'Inghilterra.

## Nati

### Gennaio
- 1º gennaio - Pau Claris i Casademunt, politico spagnolo († 1641)
- 20 gennaio - Johann Hermann Schein, compositore tedesco († 1630)
- 29 gennaio - Ludovico Federico di Württemberg-Mömpelgard, nobile tedesco († 1631)

### Febbraio
- 7 febbraio - Marzio Ginetti, cardinale e vescovo cattolico italiano († 1671)
- 13 febbraio - Paride Lodron, arcivescovo cattolico austriaco († 1653)
- 19 febbraio - Pieter de Carpentier, politico olandese († 1659)
- 26 febbraio - Niccolò Cabeo, gesuita, filosofo e matematico italiano († 1650)

### Aprile
- 2 aprile - Pietro Della Valle, scrittore italiano († 1652)
- 9 aprile - Giulio Enrico di Sassonia-Lauenburg, duca († 1665)
- 20 aprile - Rosa da Lima, religiosa peruviana († 1617)
- 24 aprile - Henry Hastings, V conte di Huntingdon, nobile inglese († 1643)

### Maggio
- 7 maggio - Francesco IV Gonzaga, nobile italiano († 1612)
- 9 maggio - Tsugaru Nobuhira, militare giapponese († 1631)
- 11 maggio - Bonaventura de Baccarini, religioso italiano († 1647)
- 11 maggio - Angelo Giori, cardinale italiano († 1662)

### Luglio
- 1º luglio - Claudio Saracini, compositore e liutista italiano († 1630)
- 5 luglio - Thomas Hooker, personalità religiosa statunitense († 1647)
- 13 luglio - Lodovico Grignani, editore e tipografo italiano († 1651)
- 26 luglio - Diego de Colmenares, storico e biografo spagnolo († 1651)

### Agosto
- 17 agosto - Johannes Valentinus Andreae, teologo tedesco († 1654)
- 20 agosto - Filippo Niccolini, marchese italiano († 1666)

### Ottobre
- 9 ottobre - Leopoldo V d'Austria, nobile austriaco († 1632)
- 14 ottobre - Francesco Luna, vetraio e storiografo italiano
- 20 ottobre - Luke Foxe, esploratore britannico († 1635)
- 28 ottobre - Virgilio Verucci, drammaturgo italiano († 1650)

### Novembre
- 8 novembre - Michail Skopin-Šujskij, nobile e militare russo († 1610)
- 23 novembre - Juan Bautista de Lezana, religioso e teologo spagnolo († 1659)

### Dicembre
- 6 dicembre - Niccolò Zucchi, gesuita, astronomo e fisico italiano († 1670)
- 14 dicembre - Georgius Calixtus, teologo tedesco († 1656)
- 21 dicembre - Adriana Basile, cantante e musicista italiana († 1657)
- 21 dicembre - Hosokawa Tadatoshi, militare giapponese († 1641)
- 29 dicembre - Francisco de Moncada, diplomatico, militare e scrittore spagnolo († 1635)
- 31 dicembre - Maddalena Sibilla di Hohenzollern, nobildonna († 1659)

### Senza giorno specificato
- Radu IX Mihnea, principe († 1626)
- Manuel de Acevedo y Zúñiga,  spagnolo († 1653)
- Scipione Agnelli, vescovo cattolico, letterato e giurista italiano († 1653)
- Andreas Albrecht, matematico tedesco († 1628)
- Teodoro Ameyden, avvocato, poeta e storico fiammingo († 1656)
- Antonino Amico, religioso e storico italiano († 1641)
- Paolo Aproino, fisico italiano († 1638)
- Arima Naozumi, militare giapponese († 1641)
- Asano Nagaakira, samurai giapponese († 1632)
- Pietro Antonio Barca, ingegnere e architetto italiano († 1639)
- Peter Bartholin, astronomo danese († 1642)
- Marcantonio Bassetti, pittore italiano († 1630)
- Andries Bicker, politico olandese († 1652)
- Schelte à Bolswert, incisore olandese († 1659)
- Carlo III Borromeo, nobile e mecenate italiano († 1652)
- Cristoforo Caetani, vescovo cattolico italiano († 1642)
- Giovan Battista Calandra, pittore italiano († 1644)
- Richard Capel, religioso inglese († 1656)
- Antonio Carafa della Stadera, nobile italiano († 1610)
- Adam de Coster, pittore fiammingo († 1643)
- Antonino Diana, teologo italiano († 1663)
- Giles Fletcher il Giovane, scrittore scozzese († 1623)
- John Ford, drammaturgo britannico
- Giovanni Maria da Bitonto, religioso, matematico e pittore italiano
- Luca Giustiniani, doge († 1651)
- Eleonora Gonzaga, religiosa italiana († 1668)
- Ikoma Masatoshi, militare giapponese († 1621)
- Matteo Ingoli, pittore italiano († 1631)
- Lodovico Isolani, generale italiano († 1640)
- Giuseppe La Napola da Trapani, francescano, filosofo e teologo italiano († 1649)
- Agostino Lampugnani, religioso e scrittore italiano († 1657)
- Gijsbrecht Leytens, pittore fiammingo
- Alvise Lippomano, vescovo cattolico italiano († 1640)
- Giovanni Stefano Marucelli, pittore, architetto e ingegnere italiano († 1646)
- John Mason, politico britannico († 1635)
- Juan Gómez de Mora, architetto spagnolo († 1648)
- Andrea Polinori, pittore italiano († 1648)
- Stefano Quaranta, arcivescovo cattolico italiano († 1678)
- Camillo Rama, pittore italiano
- Jacob van Reefsen, pastore protestante olandese († 1658)
- Théophraste Renaudot, giornalista, medico e filantropo francese († 1653)
- Antonio Rocco, filosofo e scrittore italiano († 1652)
- Marcello Sacchetti, banchiere, mercante e mecenate italiano († 1629)
- Bonaventura Stabile, poeta e religioso italiano († 1649)
- Luis Tristán, pittore spagnolo († 1624)
- Ascanio Turamini, vescovo cattolico italiano († 1647)
- Giulio Cesare Vachero, politico e avventuriero italiano († 1628)
- Claes Jansz Visscher, editore, incisore e disegnatore olandese († 1652)
- John Wemyss, I conte di Wemyss, politico scozzese († 1649)
- Jan Wildens, pittore fiammingo († 1653)
- Mary Wroth, poetessa inglese († 1652)
- François de Harlay de Champvallon, arcivescovo cattolico, teologo e scrittore francese († 1653)
- Gerard de Malynes, scrittore e mercante britannico († 1641)
- Guglielmo di Fürstenberg-Heiligenberg, nobile tedesco († 1618)
- Lucas van Uffelen, mercante d'arte olandese († 1638)
- Wilhelm von der Wense, nobile e filosofo tedesco († 1641)

## Morti

### Gennaio
- 13 gennaio - Francesco Adorno, gesuita e scrittore italiano (n. 1533)
- 18 gennaio - Margherita d'Austria, nobildonna (n. 1522)
- 25 gennaio - Lucas Cranach il Giovane, pittore e incisore tedesco (n. 1515)
- 26 gennaio - Cunegonda Jakobäa del Palatinato-Simmern, nobildonna tedesca (n. 1556)

### Febbraio
- 10 febbraio - Zaccaria Fiorini, predicatore italiano (n. 1500)
- 11 febbraio - Augusto I di Sassonia, nobile (n. 1526)
- 11 febbraio - Elisabetta di Brunswick-Grubenhagen, nobildonna tedesca (n. 1550)
- 13 febbraio - Ferrante Gonzaga, nobile e condottiero italiano (n. 1544)
- 21 febbraio - Michele della Torre, cardinale e vescovo cattolico italiano (n. 1511)
- 24 febbraio - Isotta Brembati, nobildonna e poetessa italiana (n. 1533)

### Marzo
- 25 marzo - Margaret Clitherow, inglese (n. 1556)
- 27 marzo - Maximilien Morillon, vescovo cattolico belga (n. 1517)

### Aprile
- 8 aprile - Martin Chemnitz, teologo e religioso tedesco (n. 1522)
- 23 aprile - Nikita Romanovič Zachar'in-Jur'ev, nobile russo

### Maggio
- 5 maggio - Henry Sidney, politico inglese (n. 1529)
- 7 maggio - Galeazzo Caracciolo, nobile italiano (n. 1517)
- 9 maggio - Luis de Morales, pittore spagnolo (n. 1509)
- 31 maggio - Antonio Agustín, giurista, teologo e storico spagnolo (n. 1517)
- 31 maggio - Giovan Giacomo Paleari Fratino, ingegnere italiano (n. 1520)

### Giugno
- 1º giugno - Martín de Azpilcueta, economista, filosofo e teologo spagnolo (n. 1492)
- 2 giugno - Enrico d'Angoulême, duca francese (n. 1551)
- 9 giugno - Filippo Boncompagni, cardinale italiano (n. 1548)
- 20 giugno - Araki Murashige, militare giapponese (n. 1535)
- 28 giugno - Primož Trubar, religioso e scrittore sloveno (n. 1508)

### Luglio
- 5 luglio - Ludwig Lavater, teologo svizzero (n. 1527)

### Agosto
- 9 agosto - Mary Dudley, nobile inglese
- 22 agosto - Claudio Gonzaga, religioso italiano
- 25 agosto - Giovanni Battista Maganza, pittore e poeta italiano

### Settembre
- 6 settembre - Giovanni XIV di Alessandria, vescovo cristiano orientale egiziano
- 10 settembre - Juan Montalvo, vescovo cattolico spagnolo
- 10 settembre - Takahashi Shigetane, militare giapponese (n. 1548)
- 18 settembre - Ottavio Farnese, duca italiano (n. 1524)
- 20 settembre - Anthony Babington, nobile inglese (n. 1561)
- 20 settembre - John Ballard, religioso inglese
- 21 settembre - Antoine Perrenot de Granvelle, cardinale e arcivescovo cattolico francese (n. 1517)
- 29 settembre - Pierdonato Cesi, cardinale italiano (n. 1522)

### Ottobre
- 1º ottobre - Adolfo di Holstein-Gottorp, nobile (n. 1526)
- 8 ottobre - Michel Varro, giurista e fisico svizzero (n. 1542)
- 10 ottobre - Ignazio Danti, matematico, astronomo e vescovo cattolico italiano (n. 1536)
- 15 ottobre - Elisabetta di Danimarca, principessa danese (n. 1524)
- 16 ottobre - Giano Fregoso, vescovo cattolico italiano (n. 1537)
- 17 ottobre - Philip Sidney, poeta e militare britannico (n. 1554)
- 19 ottobre - Arcangelo Piccolomini, medico italiano (n. 1525)
- 21 ottobre - Takigawa Kazumasu, militare giapponese (n. 1525)
- 28 ottobre - Giovanni Günther I di Schwarzburg-Sondershausen, conte (n. 1532)
- 29 ottobre - Vincenzo Ercolani, vescovo cattolico italiano (n. 1517)

### Novembre
- 3 novembre - Roberto d'Altemps, I duca di Gallese, nobile italiano (n. 1566)
- 8 novembre - John Spencer, politico e nobile inglese (n. 1524)
- 11 novembre - Maffio Venier, poeta e arcivescovo cattolico italiano (n. 1550)
- 17 novembre - Juan de Zúñiga y Requeséns, diplomatico e politico spagnolo (n. 1539)
- 24 novembre - Johann Leisentrit, presbitero tedesco (n. 1527)
- 26 novembre - Francesco Cantucci, vescovo cattolico italiano

### Dicembre
- 6 dicembre - Gioacchino Ernesto di Anhalt, nobile tedesco (n. 1536)
- 12 dicembre - Stefano I Báthory, re ungherese (n. 1533)
- 25 dicembre - Kikkawa Motoharu, militare giapponese (n. 1530)
- 30 dicembre - Luigi d'Este, cardinale italiano (n. 1538)

### Senza giorno specificato
- Pompilio Amaseo, umanista italiano (n. 1513)
- Giulio Cesare Brancaccio, militare, attore teatrale e basso italiano (n. 1515)
- Francesco Brina, pittore italiano (n. 1529)
- Cadeguala, nativo americano
- Gerolamo Chiavari, doge italiano (n. 1521)
- Giacomo Chizzola, diplomatico, agronomo e umanista italiano (n. 1502)
- Giovan Battista Cini, commediografo e scrittore italiano (n. 1528)
- Nicolas Colladon, presbitero francese
- Gerolamo De Franchi Toso, doge (n. 1522)
- Filippa Duci, nobildonna italiana (n. 1520)
- Violante Farnese, nobildonna italiana
- Fiammetta Frescobaldi, scrittrice e religiosa italiana (n. 1523)
- Paolo Giustiniani Moneglia, doge (n. 1506)
- Andrea Gonzaga, nobile italiano (n. 1539)
- Gregorio Hernández de Velasco, umanista, traduttore e presbitero spagnolo (n. 1525)
- Hashiba Hidekatsu, condottiero e militare giapponese (n. 1568)
- Vincenzo Anastagi, militare italiano (n. 1531)
- Maddalena di Savoia, duchessa (n. 1510)
- Octaviano Maggi, umanista italiano
- Nihonmatsu Yoshitsugu, militare giapponese (n. 1552)
- Cipriano Pallavicino, arcivescovo cattolico italiano (n. 1510)
- Costanza Rangoni, contessa Gozzadini, nobildonna italiana
- Renato II di Rohan, condottiero francese (n. 1550)
- Giovanni Paolo Rossetti, pittore italiano (n. 1519)
- Sriranga I, sovrano indiano
- Alfonsina Strozzi, nobildonna italiana
- Tamura Kiyoaki, militare giapponese
- Giovanni Battista Zanchi, militare, ingegnere e scrittore italiano (n. 1515)
- Amalia di Jülich-Kleve-Berg, principessa tedesca (n. 1517)

## Calendario
| Calendario 1586 | Calendario 1586 | Calendario 1586 | Calendario 1586 | Calendario 1586 | Calendario 1586 | Calendario 1586 | Calendario 1586 | Calendario 1586 | Calendario 1586 | Calendario 1586 | Calendario 1586 | Calendario 1586 | Calendario 1586 | Calendario 1586 | Calendario 1586 | Calendario 1586 | Calendario 1586 | Calendario 1586 | Calendario 1586 | Calendario 1586 | Calendario 1586 | Calendario 1586 | Calendario 1586 | Calendario 1586 | Calendario 1586 | Calendario 1586 | Calendario 1586 | Calendario 1586 | Calendario 1586 | Calendario 1586 | Calendario 1586 | Calendario 1586 |
| --------------- | --------------- | --------------- | --------------- | --------------- | --------------- | --------------- | --------------- | --------------- | --------------- | --------------- | --------------- | --------------- | --------------- | --------------- | --------------- | --------------- | --------------- | --------------- | --------------- | --------------- | --------------- | --------------- | --------------- | --------------- | --------------- | --------------- | --------------- | --------------- | --------------- | --------------- | --------------- | --------------- |
|                 | 1               | 2               | 3               | 4               | 5               | 6               | 7               | 8               | 9               | 10              | 11              | 12              | 13              | 14              | 15              | 16              | 17              | 18              | 19              | 20              | 21              | 22              | 23              | 24              | 25              | 26              | 27              | 28              | 29              | 30              | 31              |                 |
| Gennaio         | Me              | Gi              | Ve              | Sa              | Do              | Lu              | Ma              | Me              | Gi              | Ve              | Sa              | Do              | Lu              | Ma              | Me              | Gi              | Ve              | Sa              | Do              | Lu              | Ma              | Me              | Gi              | Ve              | Sa              | Do              | Lu              | Ma              | Me              | Gi              | Ve              |                 |
| Febbraio        | Sa              | Do              | Lu              | Ma              | Me              | Gi              | Ve              | Sa              | Do              | Lu              | Ma              | Me              | Gi              | Ve              | Sa              | Do              | Lu              | Ma              | Me              | Gi              | Ve              | Sa              | Do              | Lu              | Ma              | Me              | Gi              | Ve              |                 |                 |                 |                 |
| Marzo           | Sa              | Do              | Lu              | Ma              | Me              | Gi              | Ve              | Sa              | Do              | Lu              | Ma              | Me              | Gi              | Ve              | Sa              | Do              | Lu              | Ma              | Me              | Gi              | Ve              | Sa              | Do              | Lu              | Ma              | Me              | Gi              | Ve              | Sa              | Do              | Lu              |                 |
| Aprile          | Ma              | Me              | Gi              | Ve              | Sa              | Do              | Lu              | Ma              | Me              | Gi              | Ve              | Sa              | Do              | Lu              | Ma              | Me              | Gi              | Ve              | Sa              | Do              | Lu              | Ma              | Me              | Gi              | Ve              | Sa              | Do              | Lu              | Ma              | Me              |                 |                 |
| Maggio          | Gi              | Ve              | Sa              | Do              | Lu              | Ma              | Me              | Gi              | Ve              | Sa              | Do              | Lu              | Ma              | Me              | Gi              | Ve              | Sa              | Do              | Lu              | Ma              | Me              | Gi              | Ve              | Sa              | Do              | Lu              | Ma              | Me              | Gi              | Ve              | Sa              |                 |
| Giugno          | Do              | Lu              | Ma              | Me              | Gi              | Ve              | Sa              | Do              | Lu              | Ma              | Me              | Gi              | Ve              | Sa              | Do              | Lu              | Ma              | Me              | Gi              | Ve              | Sa              | Do              | Lu              | Ma              | Me              | Gi              | Ve              | Sa              | Do              | Lu              |                 |                 |
| Luglio          | Ma              | Me              | Gi              | Ve              | Sa              | Do              | Lu              | Ma              | Me              | Gi              | Ve              | Sa              | Do              | Lu              | Ma              | Me              | Gi              | Ve              | Sa              | Do              | Lu              | Ma              | Me              | Gi              | Ve              | Sa              | Do              | Lu              | Ma              | Me              | Gi              |                 |
| Agosto          | Ve              | Sa              | Do              | Lu              | Ma              | Me              | Gi              | Ve              | Sa              | Do              | Lu              | Ma              | Me              | Gi              | Ve              | Sa              | Do              | Lu              | Ma              | Me              | Gi              | Ve              | Sa              | Do              | Lu              | Ma              | Me              | Gi              | Ve              | Sa              | Do              |                 |
| Settembre       | Lu              | Ma              | Me              | Gi              | Ve              | Sa              | Do              | Lu              | Ma              | Me              | Gi              | Ve              | Sa              | Do              | Lu              | Ma              | Me              | Gi              | Ve              | Sa              | Do              | Lu              | Ma              | Me              | Gi              | Ve              | Sa              | Do              | Lu              | Ma              |                 |                 |
| Ottobre         | Me              | Gi              | Ve              | Sa              | Do              | Lu              | Ma              | Me              | Gi              | Ve              | Sa              | Do              | Lu              | Ma              | Me              | Gi              | Ve              | Sa              | Do              | Lu              | Ma              | Me              | Gi              | Ve              | Sa              | Do              | Lu              | Ma              | Me              | Gi              | Ve              |                 |
| Novembre        | Sa              | Do              | Lu              | Ma              | Me              | Gi              | Ve              | Sa              | Do              | Lu              | Ma              | Me              | Gi              | Ve              | Sa              | Do              | Lu              | Ma              | Me              | Gi              | Ve              | Sa              | Do              | Lu              | Ma              | Me              | Gi              | Ve              | Sa              | Do              |                 |                 |
| Dicembre        | Lu              | Ma              | Me              | Gi              | Ve              | Sa              | Do              | Lu              | Ma              | Me              | Gi              | Ve              | Sa              | Do              | Lu              | Ma              | Me              | Gi              | Ve              | Sa              | Do              | Lu              | Ma              | Me              | Gi              | Ve              | Sa              | Do              | Lu              | Ma              | Me              |                 |